# Akyn (Film)
Akyn (kasachisch Ақын, internationaler Titel Poet) ist ein kasachischer Film von Darezhan Omirbayev. Die Uraufführung des Films war am 31. Oktober 2021 beim Tokyo International Film Festival. 2022 erhielt der Film eine Einladung in die Sektion „Forum“ der 72. Berlinale.  Der Begriff Akyn steht in Kasachstan und Kirgisistan für einen Volksdichter, der auch politische Themen in seinem Repertoire hat.

## Handlung
Didar kann von seiner Poesie nicht leben. Er schreibt morgens, bevor er zu seinem Job als Zeitungsredakteur aufbricht. Er hat jedoch nicht nur finanzielle Probleme, auch sein Wirken als Dichter wird kaum wahrgenommen. Bei einer Lesung in der Provinz bleibt das Publikum überschaubar. In der Zeitungsredaktion blickt man besorgt auf den Bedeutungsverlust des Kasachischen und die weltweite Dominanz des Englischen. Der Siegeszug der Kommerzialisierung und der sozialen Medien scheint unaufhaltsam.

## Rezeption
In der Beschreibung der Berlinale heißt es, Omirbayev verknüpfe sein Figur Didar mit dem kasachischen Dichter Makhambet Otemisuly, indem er Didar ein Buch von Otemisuly lesen lässt. Somit führe uns Omirbayev „zeitweilig aus dem Almaty der Gegenwart in das frühe 19. Jahrhundert und in die kasachische Steppe“. Otemisuly hatte dort seinen Widerstand gegen die Obrigkeit mit dem Leben bezahlt.

## Auszeichnungen und Nominierungen
- 2022: Internationale Filmfestspiele Berlin
  - Nominierung für den Caligari-Filmpreis (mit 4.000 Euro dotiert)[3]